# Club Atlético Atlas
El Club Atlético Atlas es una institución deportiva argentina, cuya principal actividad es el fútbol masculino. Fue fundado el 17 de agosto de 1951  por un grupo de jóvenes deportistas liderados por Ricardo Puga, bajo el nombre de Deportes Atlas, con la intención de participar de los Juegos Nacionales Evita. En 1964 se afilió a la Asociación del Fútbol Argentino y comenzó a disputar los torneos de cuarta división llamados Primera de Aficionados —ex Primera D—, que a partir de la temporada 1986-87 pasó a ser la quinta división para los equipos directamente afiliados a la AFA. Actualmente, milita en la Primera C.
Su secretaría se encuentra en la ciudad de Buenos Aires y su estadio, llamado Ricardo Puga, con una capacidad de 2500 personas, está ubicado en la localidad de Las Malvinas, partido de General Rodríguez, Provincia de Buenos Aires.
Sus mayores logros deportivos fueron los subcampeonatos de las temporadas 2010-11 y 2015 y el ascenso a la Primera C en 2020. El subcampeonato de 2015, además, le permitió clasificar a la fase final de la Copa Argentina 2015-16, cuando enfrentó a Estudiantes de La Plata. Un año después, jugó por la misma competición contra River Plate.
En 2019, Atlas empezó a disputar torneos de infantiles de la AFA. En 2022 abrió una  sede de infantiles de AFA categorías 2012/11/10/09 en Benavidez partido de Tigre a cargo del Delegado Costas Dario. 
El 30 de enero de 2021, logró ascender por primera vez, después de haber perdido las cinco oportunidades anteriores, ganándole la final por el segundo ascenso al Deportivo Paraguayo, por 2 a 0.

## Historia

### Inicios
En 1951, un grupo de jóvenes del barrio de Villa Crespo, que venían desde 1948 disputando encuentros informales, fueron nucleados por el mentor de la institución, don Ricardo Puga, y formaron el Deportes Atlas, para participar del Campeonato Infantil Evita. Esa denominación se mantuvo entre 1951 y 1953 y luego el club cambió su nombre en varias oportunidades, pasando a ser sucesivamente Deportes Atlas Infantiles y Juveniles (en 1953 y 1954) y Club Atlas (entre 1954 y 1960), hasta que, en ese año, cuando obtuvo la personería jurídica, tomó su denominación definitiva de Club Atlético Atlas.
La historia de la institución reconoce dos etapas perfectamente diferenciadas: la primera se desarrolló en un ámbito netamente amateur y la segunda comenzó con su afiliación a la Asociación del Fútbol Argentino, lo que produjo nuevas exigencias y determinó el alejamiento de muchos jugadores y la llegada de otros.

### Comienzos en la AFA
Atlas comenzó a participar en la División Superior Fútbol Aficionado en 1965, donde disputó la Zona Norte, en la que finalizó penúltimo, quedando fuera de la rueda final.
El club disputó el torneo hasta 1968, cuando lo abandonó y fue desafiliado por no disponer de estadio. Luego se trasladó del barrio porteño de Colegiales -donde tenía su sede desde su fundación y donde permanece su secretaría-, al barrio Los Naranjos, de la localidad de Las Malvinas, en el partido de General Rodríguez, lugar en el que construyó su actual estadio, que comenzó a utilizar en 1970 cuando volvió a participar en el Campeonato de Aficionados, en el que se mantuvo hasta 1993. Teniendo en cuenta que en 1974 el campeonato cambió su denominación por la de Primera D, Atlas es uno de los primeros clubes de dicha categoría.
En 1993 perdió la afiliación, y volvió a la categoría para la siguiente temporada. Hasta el año 2000 el club fue fluctuando entre la última división y la desafiliación temporaria.

### Vuelta y permanencia
En la temporada 2005-06 el club volvió de la desafiliación y disputó el Apertura 2005, donde finalizó quinto. Un baluarte de ese torneo fue Wilson Severino, el delantero fue el goleador del torneo con 12 tantos.
En el Clausura 2006 volvió a finalizar quinto, lo que le valió la clasificación para el reducido por la promoción.  Finalizó la temporada tras perder en la primera fase frente a Berazategui, el mejor equipo de la fase regular, con lo que, considerando que venía de la desafiliación, realizó una muy buena actuación.
Las expectativas del club se transformaron con el advenimiento del programa televisivo «Atlas, la otra pasión», que se convirtió en una vidriera de la institución, lo que implicó la convocatoria de futbolistas de mayor nivel competitivo, y también una inusual exposición para un club de su categoría. 
En la temporada 2006-07, finalizó sexto en el Apertura y en el Clausura, clasificando nuevamente al reducido por la promoción. En un hecho inédito en la vida de la entidad, se encontró con posibilidades ciertas de ascender a la categoría superior. Por la gran campaña, comenzó en las semifinales del minitorneo, donde enfrentó a Argentino de Quilmes.
En el torneo posterior volvieron los campeonatos largos, donde finalizó undécimo, sin lograr acceder al reducido.
Entre las figuras destacadas del equipo se encontraban Leonardo Ortiz, Wilson Severino y el arquero Carlos Bello, que participó de todos los encuentros que disputó el equipo desde 2004 hasta su retiro en 2008.
Fue muy importante en estos años la presencia del entrenador Néstor Retamar, quien, en el verano de 2008, dejó su puesto. A los pocos días Pedro Ponce fue elegido como nuevo técnico del club. Poco tiempo después el arquero Carlos Bello abandonó el equipo por diferencias con este nuevo cuerpo técnico y la comisión directiva.
En junio de 2008, Pedro Ponce dio paso en la conducción del equipo a Guillermo Szeszurak, y en 2010 lo volvió a tomar el histórico Néstor Retamar, quien, tras dos excelentes campañas en torneos reducidos, renunció ante los malos resultados posteriores, llegando a ocupar el cargo Juan José Valiente, de dilatada trayectoria como jugador y técnico en Argentina y el extranjero. Tras el paso de Daniel Zulaica, lo dirigieron Wálter Piacenza y Sebastián Benítez.
Una de sus mejores campañas fue la del campeonato 2010-11, cuando finalizó segundo y, luego de ganar el Torneo reducido, llegó a disputar la promoción por el ascenso, en la que enfrentó a Sacachispas. Tras empatar en el resultado global, no logró el ascenso ya que su rival poseía ventaja deportiva. 
Luego de algunas temporadas de campañas discretas, en 2014 se reincorporó a la institución el histórico entrenador Néstor Retamar. La actuación en el torneo de ese año fue buena, al punto de alcanzar el segundo puesto en su zona, lo que le valió la disputa del Torneo reducido, en el que cayó en semifinales frente a su clásico rival, Leandro N. Alem.
En la temporada 2015 realizó otra buena campaña, llegando a disputar el partido decisivo por el segundo ascenso, que, una vez más, le fue negado, en un final polémico, frente a Liniers.  No obstante, su actuación le alcanzó para ser uno de los dos clasificados de la categoría a la Fase final de la Copa Argentina 2015-16, al haberse consagrado subcampeón del torneo. Junto con el campeón, Sportivo Barracas, fueron los únicos equipos de la Primera D que llegaron a esa instancia, luego de que lo hiciera Deportivo Riestra, en la edición 2011-12.
La de 2016 fue una temporada de magros resultados, en la que destacó la participación en la Copa Argentina. Fue así que, tras la disputa del campeonato de Primera D, fue cesanteado el histórico entrenador Néstor Retamar.
A pesar de la derrota, el partido contra Estudiantes de La Plata, por los Treintaidosavos de final de la Copa Argentina, ocurrido el 15 de julio de 2016, marcó un hito en la historia del club, por tratarse del primer enfrentamiento oficial contra un equipo de Primera División.
El 12 de diciembre de 2016, luego de vencer de visitante a General Lamadrid en el partido pendiente de la fecha 6, y terminar primero en la tabla parcial de posiciones de la primera rueda del campeonato de Primera D 2016-17, logró nuevamente la clasificación a la Copa Argentina, esta vez junto a Leandro N. Alem. En los treintaidosavos se enfrentó a River Plate, el 14 de agosto de 2017, perdiendo por 3 a 0. Se destaca de ese partido la participación del máximo referente futbolístico del club, Wilson Severino, que se había retirado de la práctica activa el año anterior.
Por otro lado, tras lograr el tercer puesto en el torneo regular, participó del reducido por el segundo ascenso, pero, una vez más, vio frustrada su ambición del ascenso al perder los dos partidos de la final disputada con Leandro N. Alem.
En el Campeonato de Primera D 2017-18 logró el quinto puesto, lo que lo habilitó para participar del torneo reducido por el segundo ascenso. Una vez más, y por tercera vez consecutiva, vio frustrado su ascenso al perder la final. La definición llegó en los tiros desde el punto penal, tras empatar los dos partidos con General Lamadrid.
Al finalizar la primera rueda del campeonato 2018-19 ocupó el tercer puesto, con lo que logró, luego de la ausencia del año anterior, volver a clasificar a la Copa Argentina, en su edición 2018-19. Allí enfrentó a otro equipo de Primera División, el Club Atlético Independiente, que lo derrotó por 4 a 0.

### El ascenso
El 30 de enero de 2021 logró su anhelado primer ascenso, tras vencer en la final de la Fase por el segundo ascenso del Campeonato Transición de Primera D 2020 a Deportivo Paraguayo, por 2 a 0, con goles de  Gonzalo Valenzuela y Nicolás Pérez. El partido se disputó en el estadio Fragata Sarmiento.

### Actualidad
Desde la temporada 2021 compite en la Primera C, con un aceptable rendimiento.

## Símbolos

### Escudo

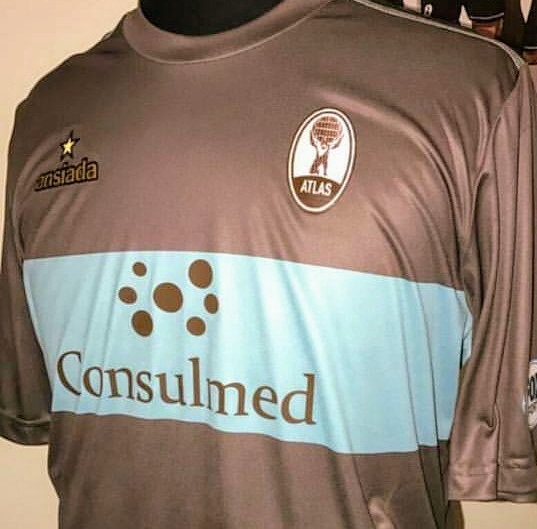
Último escudo del club en la camiseta titular.

Tradicionalmente el escudo de Atlas era un óvalo blanco, delimitado por un borde marrón, que tenía en su interior un triángulo, por encima del que se leía la frase "Club Atlético", escrita de forma curva, acompañando la del escudo. Encima de la base del triángulo decía "Atlas" y dentro de él se veía la clásica figura en la que está sosteniendo sobre sus hombros los pilares que mantenían la Tierra (Gea) separada de los cielos (Urano), del titán mitológico Atlas, del que tomó el nombre la institución. 
Actualmente, el club modernizó su escudo, pasando a utilizar una nueva versión. El borde del óvalo se hizo más grueso y se compone de dos bandas marrones que llevan en su interior una celeste, desaparecieron el triángulo y la frase "Club Atlético" y se lee solamente "Atlas" dentro de una base de color marrón, sobre la que se apoya el titán, que ahora sostiene una pelota de fútbol. 

#### Evolución del escudo
|  |  |

## Uniforme

### Uniforme titular

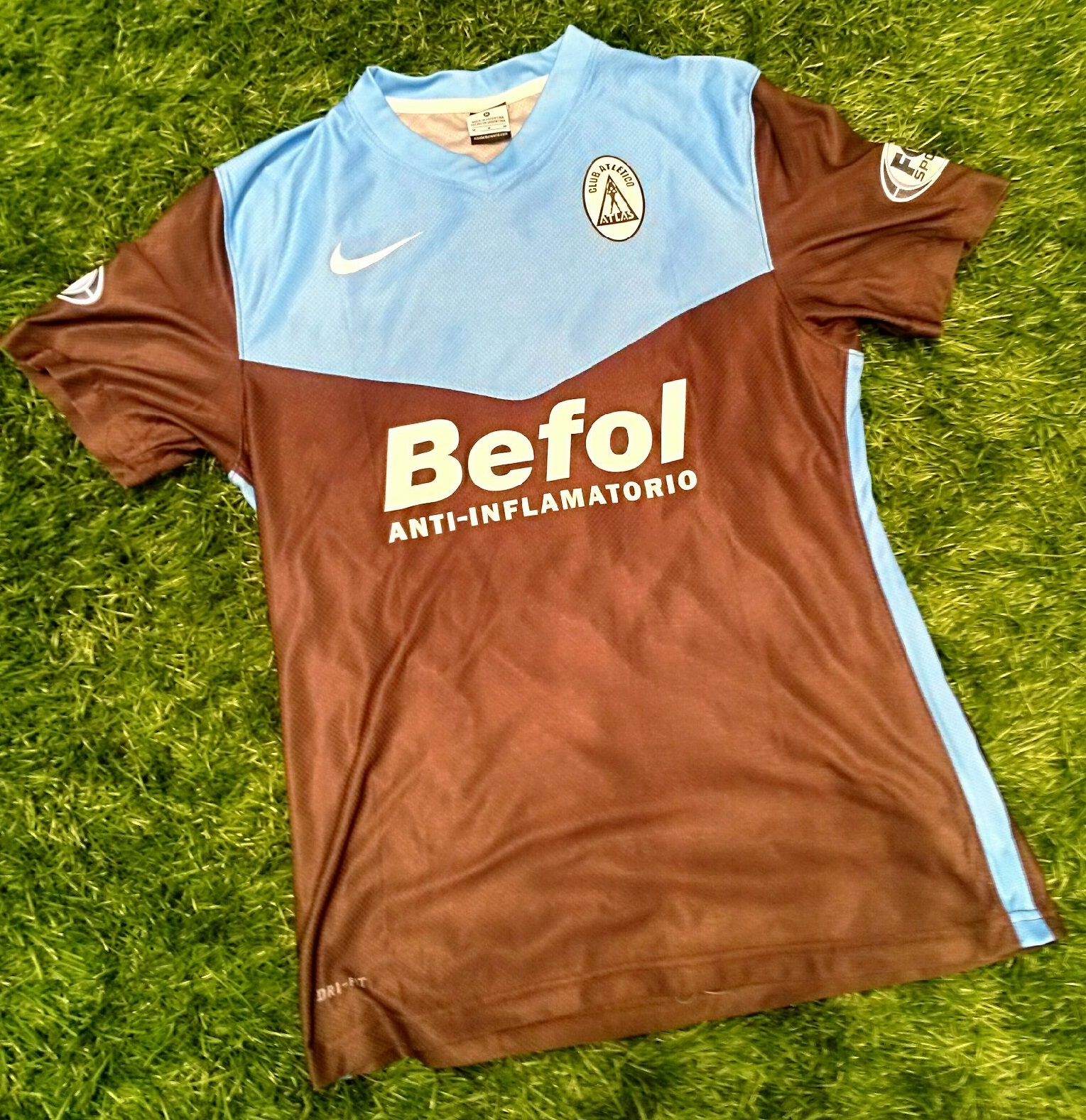
Camiseta característica, utilizada entre 2011 y 2013.

| 2005 | 2006 | 2011 - 2013 | 2014 - 2015 | 2016-2018 | 2017-18 | 2018-2020 | 2021 |

### Uniforme alternativo
| 2005 | 2011 - 2013 | 2014 - 2015 | 2016-2018 | 2018-2020 | 2021- |

### Indumentaria y patrocinador
| Período       | Proveedor     |
| ------------- | ------------- |
| 1980-1990     | Urribarri     |
| 1991-1994     | Uhlsport      |
| 1994-1998     | Sportlandia   |
| 1998-2000     | Deportes Once |
| 2000-2002     | Mebal         |
| 2002-2004     | Penalty       |
| 2004-2006     | Kappa         |
| 2006-2013     | Nike          |
| 2014-presente | Ansiada       |

| Período   | Proveedor                                         |
| --------- | ------------------------------------------------- |
| 1992-1996 | Mira                                              |
| 1998-2000 | Deportes Once                                     |
| 2005-2008 | Cablevisión                                       |
| 2008-2011 | CartaSur                                          |
| 2012-2014 | BEFOL - BIOTENK                                   |
| 2015      | BEFOL - BIOTENK/Banco Finansur/Red Hat/Tecnoacero |
| 2016-2017 | Red Hat                                           |
| 2018-2021 | Consulmed/Welp/Gamasi/Befol                       |
| 2022      | Generación Zoe                                    |

## Estadio

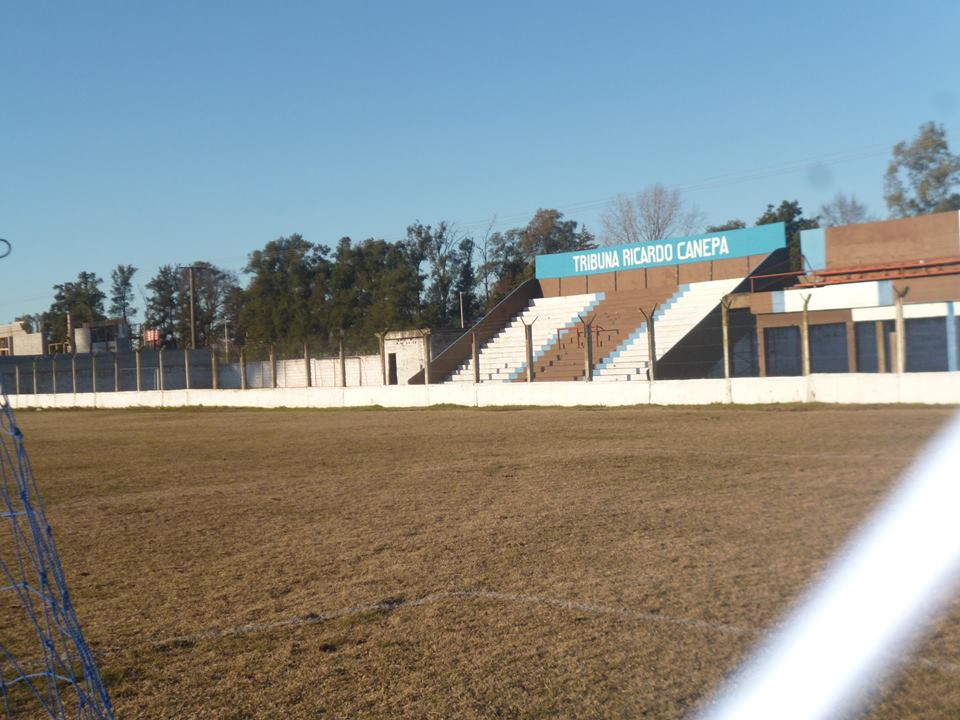
Estadio de Atlas en 2015.

Entre 1951 y 1964 el club tuvo su cancha en el barrio de Colegiales, en los terrenos delimitados por las calles Crámer, Tte. Matienzo, Zapiola y Concepción Arenal. Los mismos pertenecían a una antigua playa de maniobras del ferrocarril. De hecho, Fénix utilizó algunos de esos terrenos por un tiempo hasta que en 1960 inauguró su propio estadio, vecino al de Atlas. Luego de perder su cancha, deambuló por distintos estadios arrendados, hasta que en 1970 inauguró el actual. Cabe destacar que no llegó a utilizar el estadio de Colegiales en los torneos de AFA.
El estadio lleva el nombre de Ricardo Puga, en homenaje al primer presidente del club, y se encuentra ubicado en el barrio Los Naranjos de la localidad de Las Malvinas, perteneciente al partido de General Rodríguez, provincia de Buenos Aires. 
Emplazado entre las calles Saldías, Pereyra, Laínez y la ruta provincial 24, su capacidad total es de 2500 espectadores y cuenta con tribunas de hormigón para 800 de ellos.

## Clásico
Su clásico rival es Leandro N. Alem.

## Atlas, la otra pasión
Ha trascendido más allá de su participación en los referidos certámenes, por ser el protagonista de una serie televisiva llamada Atlas, la otra pasión, especie de documental mezclado con reality show, realizado y emitido para toda Latinoamérica por Fox Sports,  lo que ha hecho conocer su nombre por fuera de las fronteras de su país de origen. 
Realizado y emitido por Fox Sports para toda Latinoamérica, en 2006 comenzó el programa Atlas, la otra pasión. Encuadrado en el género docu-reality, que incorpora elementos del documental cinematográfico y del reality show televisivo, sigue la campaña del equipo, muestra entretelones del vestuario y hace conocer la realidad de la propia institución.
La emisión tiene una importante cantidad de seguidores, en el país y en el resto de los países latinoamericanos, y ha hecho trascender el nombre del club por fuera de las fronteras, al punto de que se ha hecho conocido más allá de su actuación meramente deportiva, y lo ha transformado en un ícono representativo de la entidades modestas que desarrollan su actividad de una manera casi amateur y con escasos recursos, pero trascendente en su esfera de acción. A tal punto llega esta penetración, que el nombre del programa es usado en otros ámbitos con valor simbólico, y son muchas las personas que se trasladan de otros países para conocer in situ al club y lo que lo rodea.

## Jugadores

### Plantel 2025
- Actualizado el 08 de julio de 2025.

## Entrenadores

### Listado reciente
| Nombre                 | Tiempo en el cargo |
| ---------------------- | ------------------ |
| Hugo Osmar Perotti     | 2001-2002          |
| Javier Laurenz         | 2002-2004          |
| Néstor Retamar         | 2005-2008          |
| Pedro Ponce            | 2008               |
| Guillermo Szeszurak    | 2008-2010          |
| Rolando Boroski        | 2010               |
| Pablo Motta            | 2010               |
| Néstor Retamar         | 2010-2012          |
| Juan José Valiente     | 2012-2013          |
| Daniel Zulaica         | 2013-2014          |
| Wálter Piacenza        | 2014               |
| Sebastián Benítez      | 2014               |
| Néstor Retamar         | 2014-2016          |
| César "Rata" Rodríguez | 2016-2019          |
| Néstor Retamar         | 2019-2022          |
| César "Rata" Rodríguez | 2023-2024          |
| Marcelo Sánchez        | 2024               |
| Germán Zylberberg      | 2024-2025          |
| Vïctor Zapata          | 2025-presente      |

## Datos del club
- Temporadas en Primera División: 0
- Temporadas en Primera B Nacional: 0
- Temporadas en Primera B: 0
- Temporadas en Primera C: 5 (2021-2025
  - Mejor ubicación en Cuarta División: 4.os de final (2023)
  - Peor ubicación en Cuarta División: 11.° (2021)
  - Máxima goleada a favor en Cuarta División: Atlas 4 - 1 Central Córdoba (2021).
  - Máxima goleada en contra en Cuarta División: Centro Español 5 - 0 Atlas (2025).
- Temporadas en Primera D: 51[43] (1965-1968, 1970-1992/93, 1994/95-1995/96, 1997/98, 1999/00, 2001/02-2003/04 y 2005/06-2020)
- Temporadas con la afiliación suspendida: 6 (1969, 1993/94, 1996/97, 1998/99, 2000/01 y 2004/05)
  - Temporadas en cuarta división: 21
  - Temporadas en quinta división: 28

- Participaciones en Copa Argentina: 5
- Mejor resultado conseguido: .
  - En campeonatos nacionales: Primera D: 6-1 a Ferro Carril Urquiza (1990).
  - En copas nacionales: 3-0 a Claypole (2014-15).
- Peor derrota:
  - En campeonatos nacionales: Primera D: 0-12 vs Juventud Unida (1974).
  - En copas nacionales: 0-4 vs Independiente (2019).
- Mejor puesto en la liga: 2.º (2010-11 y 2015).
- Peor puesto en la liga:  18.º (de 18).
- Mejor puesto en copa nacional: 2015-16 y 2016-17 (Treintaidosavos de final).

### Estadísticas
| Máximos goleadores | Máximos goleadores | Máximos goleadores | Más partidos disputados | Más partidos disputados | Más partidos disputados |
| ------------------ | ------------------ | ------------------ | ----------------------- | ----------------------- | ----------------------- |
| 1.                 | Wilson Severino    | 110 goles          | 1.                      | Wilson Severino         | 265 partidos            |
| 2.                 | Maximiliano Torres | 50 goles           | 2.                      | César "Rata" Rodríguez  | 224 partidos            |
| 3.                 | Diego Leguiza      | 46 goles           | 3.                      | Matias Alcaraz          | 217 partidos            |
| 4.                 | Julio Cesar Gauna  | 42 goles           | 4.                      | Lucas López Ponzio      | 200 partidos            |

## Palmarés
| Torneos Nacionales         | Torneos Nacionales | Torneos Nacionales |
| Competición                | Títulos            | Subcampeonatos     |
| Quinta División            | Quinta División    | Quinta División    |
| -------------------------- | ------------------ | ------------------ |
| Primera D (0/2)            |                    | 2010-11, 2015      |
| Reducidos por el ascenso * |                    |                    |
| Competición                | Títulos            | Subcampeonatos     |
| Quinta División            |                    |                    |
| Primera D (2/0)            | 2010-11 y 2020     |                    |

* : No otorga título de campeón

### Torneos nacionales amistosos
- Cuadrangular La Voz del Pueblo: 2009.[45]
- Triangular Copa “Telekino”: 2013.[46] [47]
- Copa Ciudad de Necochea 2017[48]

### Torneos internacionales amistosos
- Hexagonal de Montevideo (1): 1956.[49]
- Torneo Relámpago de Montevideo (1): 1962.
- Copa Cambio Nelson - Buquebus  (1): 2008.

### Torneos Juvenil y Reserva
- Torneo de Reserva por LAFA (Liga Argentina de Fútbol Aficionado): 1964.
- Torneo de Reserva de la Primera C: 2021[50]
- Subcampeón Torneo de Reserva de la Primera C: 2022